# Phenix City
Phenix City er en by i den østlige del af staten Alabama i USA. Byen ligger i Russell County og Elmore County og er administrativt centrum for Russell County. Phenix City ligger ved floden Chattahoochee River, umiddelbart overfor den større by Columbus i Georgia.